# شهرستان مونتانا
شهرستان مونتانا (به بلغاری: Montana Municipality) یک شهرستان در بلغارستان است که در استان مونتانا واقع شده‌است. شهرستان مونتانا ۶۷۵٫۷۲ کیلومتر مربع مساحت و ۵۳٬۸۵۶ نفر جمعیت دارد.